# 生嶋誠士郎
生嶋 誠士郎（いくしま せいしろう、1942年（昭和17年）- ）は、日本のエッセイスト。

## 人物・経歴
埼玉県草加市生まれ。都立九段高校を卒業後、早稲田大学文学部哲学科へ進学。
産経新聞記者を経て、1969年4月に日本リクルートセンター（現在のリクルート）に入社。企画制作課長、営業部長、人事教育事業部長、ニューメディア開発室長、情報通信事業担当取締役を歴任。リクルート事件時は、管理部門（広報、人事、経営企画など）担当常務。
1998年にリクルートを退社し「生嶋事務所」設立。2000年に蓼科に「生嶋山荘」を開設。2007年に『至福のとき.net』, 『蓼科山荘日記』を開設。
“人と組織、もっと楽しく”をモットーにいくつかの会社のアドバイザーやカウンセラーを経験。現在は下記の「至福の時.net」主宰。個人別荘である蓼科の生嶋山荘は若い人たちの「作業と語らいの場」になっている。作業班という名のチームが現在三つあり、それぞれが、枕木の道つくり、BBQコーナー工事、テラスのペンキ塗り、障子貼り、餅つき大会、ダッジオーブン料理を楽しむ、薪ストーブの炎の色比べ（ストーブ1級と2級がある）などの“活動”をしている。
現在、「ご隠居」を自称し、「ネクラ」の応援団でもある。

## 著書
- 『暗い奴は暗く生きろ—リクルートの風土で語られた言葉』[2]

## 出展
1. ↑  『蓼科山荘日記』
2. ↑  生嶋誠士郎『暗い奴は暗く生きろ—リクルートの風土で語られた言葉』新風社、2007年。ISBN 4289011721。